# オクタアザキュバン
オクタアザキュバン(Octaazacubane)は、化学式N8で表される仮説上の窒素の同素体である。分子は8つの窒素原子を含み、立方体状に配列する。キュバンの8つの炭素原子及びそれに結合する水素原子が全て窒素原子に置き換わった誘導体とみなすこともできる。準安定状態にあると予測され、その結合歪みやN-N単結合の高エネルギーにもかかわらず、分子対称性のおかげで分子は反応速度論的に安定である。

## 爆発性と燃料
オクタアザキュバンのエネルギー密度は22.9 MJ/kgであり、TNT換算で5倍以上である。そのため、この物質は、存在が予想される他の窒素同素体と同様に爆発物であり、高効率のロケット燃料の成分になり得ると考えられている。爆速はオクタニトロキュバンより48.5%も速い15,000 m/sと予測され、非核爆発として最も速いものとして知られる。　